# Andra Kungaboken
Andra Kungaboken, i gamla översättningar Andra Konungaboken, är en bok i judendomens Neviim ("profeterna") och kristendomens Gamla Testamente. Boken utgör andra delen av det som tillsammans med Första Kungaboken i den hebreiska Bibeln endast kallas "Kungarna" (Melakim). I Septuaginta och således i de flesta kristna biblar har den dock av praktiska skäl kommit att delas upp i två. 
Innehållsmässigt delar den mycket med Andra Krönikeboken. Kungaböckerna räknas dock till de så kallade 'profeterna' (neviim) i den hebreiska bibelninelningen medan Krönikeböckerna räknas till de så kallade 'skrifterna' (ketuvim): kanoniskt  har de med andra ord olika status i judisk tradition trots likheten av innehåll vilket troligtvis beror på traditionen att profeten Jeremia är upphovsmannen till Kungaböckerna (Talmud, traktat Baba Batra 15a). 
Det är också tydligt att man i äldre grekiska dokument inte skiljer tydligt mellan Samuelsböckerna och Kungaböckerna utan kallar dem alla fyra (eller två beroende på indelning) för 'basileiai' ([böcker om] riken, kungadömen). Även Samuelsböckerna räknas i judisk kanon till 'profeterna'. 
I kristen kanon räknas krönikerböckerna in bland de historiska böckerna och följer Septuagintas tvådelning där Andra Kungaboken alltså utgör en egen bok.
Andra Kungaboken beskriver Israels historia under "det delade rikets tid", det vill säga från tiden efter kung Salomos död till Nordrikets fall år 722 f.Kr. och Sydrikets fall år 587 f.Kr. Boken består förutom av politisk-religiös historieskrivning med fokus på det delade rikets kungar och strider också av profetberättelser om framför allt profeten Elisha. Här återfinns också kända berättelser som profeten Elias himmelsfärd (2 Kung 2) och överbefälhavaren Naman som botas från spetälska (2 Kung 5).